# Гробарик рудобулавий
Гробарик рудобулавий (Nicrophorus vespillo) — вид жуків родини мертвоїдів (Silphidae).

## Поширення
Палеарктичний вид. Поширений в Європі та помірній Азії на схід до Монголії.

## Опис
Жуки досягають довжини тіла від 12 до 22 мм і мають чорне тіло. Надкрила мають дві помітні червоно-жовті смуги із зигзагоподібним краєм. Ці смуги зазвичай розділені на дві плями, особливо смуга, розташована позаду. Смуги також можуть бути лише слабко вираженими, у цьому випадку перша дуже вузька, а наступна зводиться до невеликої плями. Рідко зустрічаються і повністю чорні екземпляри. Надкрила мають довгі світло-жовтуваті волоски по передньому і задньому краях, а переднеспинка також світло-жовтувата по передньому краю. Бічний край живота, а також рейки і стегна задніх ніг також опушені зовні. Вусики чорні. На відміну від подібного чорнобулавого гробарика (Nicrophorus vespilloides), булава вусиків забарвлена в червоний колір, за винятком першого чорного членика, але є рідкісні особини, у яких булава вусиків повністю чорна.

## Спосіб життя
Харчується мертвими хребетними, яких знаходить по запаху. Знайшовши тушку, самці видають характерний запах і видають пискливі звуки, щоб залучити самиць. Потім закопують тушу. Самиця відкладає в трупну камеру до 15 яєць. Через п'ять днів личинки вилуплюються і линяють двічі протягом наступних 5-6 днів. До другої линьки личинки харчуються дорослими жуками коричневою рідиною з перевареної падлі, потім починають харчуватися самі. Гробарик має три личинкові стадії, на кожній з яких личинка має різний вигляд (гіперметаморфоз).
Звичайні могильники часто переносять на тілі кліщів (форезія). Ці павукоподібні харчуються яйцями мух, відкладеними в падлі, і зазвичай не завдають шкоди жукам.